# 桑名七里の渡し公園
桑名七里の渡し公園（くわなしちりのわたしこうえん）は、三重県桑名市にある、国営木曽三川公園のひとつである。

## 概況
2015年（平成27年）11月3日開園。2021年（令和3年）現在は住吉地区のみの部分開園であり、揖斐川右岸地区と七里の渡し地区が今後整備される予定である。
近隣には六華苑、諸戸氏庭園、七里の渡し跡などがあり、桑名七里の渡し公園にはこれらの意匠をとりこんだものが多くある。

## 主な施設

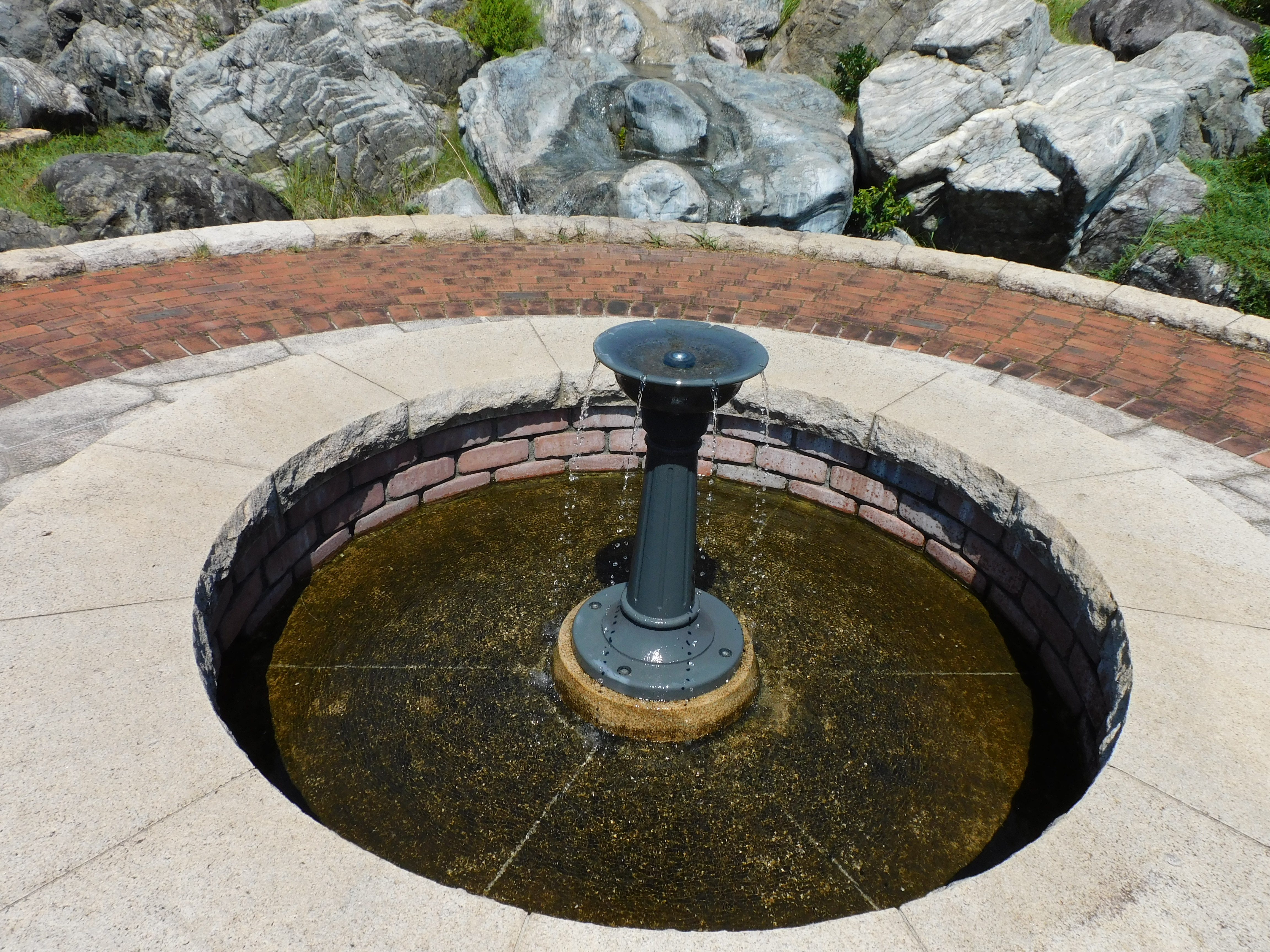
湧水口（共用栓）

2021年（令和3年）現在、住吉地区のみである。
- 芝生広場
- 修景池
- 湧水口：初代諸戸清六が整備した諸戸水道の共用栓をモチーフにしたもの[2]。
- 花壇

## 利用案内
- 住所：三重県桑名市住吉町・太一丸[1]
- 入園料：無料

## 開園時間・休園日
「桑名七里の渡し公園」公式サイトにて確認のこと。

## 交通アクセス

### 公共交通機関
- JR関西本線、近鉄名古屋線、養老鉄道養老線「桑名駅」下車、徒歩で約15分。
- 三岐鉄道北勢線「西桑名駅」下車、徒歩で約15分。